# Эвансон, Эдит
Эдит Эвансон (англ. Edith Evanson, 28 апреля 1896 — 29 ноября 1980) — американская актриса.
Родилась в семье протестантского священника, предки которого имели шведские и немецкие корни. До начала актёрской карьеры Эвансон работала судебным репортером в родном городе Беллингхем. В 1940 году состоялся её кинодебют, после чего она появилась в целом ряде популярных кинокартин, среди которых «Гражданин Кейн» (1941), «Женщина года» (1941), «Снова вместе в Париже» (1942), «Верёвка» (1948), «День, когда остановилась Земля» (1951), «Шейн» (1953), «Сильная жара» и «Марни» (1964). В конце 1940-х с началом эры телевидения Эдит Эвансон стала гостьей многих телепроектов — «Лесси», «Театр Джейн Уаймен», «Жизнь и житие Уайатта Эрпа», «Дымок из ствола», «Альфред Хичкок представляет». В 1962 году актриса, по просьбе своего друга Джорджа Кьюкора, тренировала Мэрилин Монро шведскому акценту для съёмок фильма «Что-то должно случиться», который в итоге так и не был снят. С конца 1960-х актриса всё меньше стала получать предложений на съёмки и в 1974 году завершила карьеру. Будучи незамужней и бездетной, она провела дальнейшие годы уединенно в округе Риверсайд, Калифорния, где и умерла в 1980 году в возрасте 84 лет.